# Рајт им Винкл
Рајт им Винкл (њем. Reit im Winkl) општина је у њемачкој савезној држави Баварска. Једно је од 35 општинских средишта округа Траунштајн. Према процјени из 2010. у општини је живјело 2.320 становника. Посједује регионалну шифру (AGS) 9189139.

## Географски и демографски подаци
Рајт им Винкл се налази у савезној држави Баварска у округу Траунштајн. Општина се налази на надморској висини од 696 метара. Површина општине износи 71,0 km². У самом мјесту је, према процјени из 2010. године, живјело 2.320 становника. Просјечна густина становништва износи 33 становника/km².